# Rudolf-Anton Piffer
Anton-Rudolf Piffer, avstrijsko-nemški častnik, vojaški pilot in letalski as, * 16. maj 1918, Zirol, Tirolska (Avstrija), † 17. junij 1944 La Cordonniere, Francija.

## Življenjepis
Anton-Rudolf “Toni” se je Luftwaffe pridružil že leta 1938, 3. aprila 1942 pa je bil dodeljen k JG 1, ki je deloval iz baz na Nizozemskem. Najprej je bil s podčastniškim činom dodeljen k  11./JG 1, kjer je dosegel svojo prvo zračno zmago, ko je 19. septembra nad Osnabrückom sestrelil britansko izvidniško letalo De Havilland Mosquito. 1. aprila 1943 je bila enota preformirana in preimenovana v 2./JG 1. Do konca leta 1943 je Piffer dosegel že 17 zmag, 18. oktobra pa se je močno poškodoval pri zasilnem pristanku v bližini mesta Terwolde. K zasilnemu pristanku ga je prisilila okvara motorja njegovega lovca Focke Wulf Fw 190 A-6 (W. Nr. 530 720) Črni 3. 
Ponovno je bil ranjen 11. novembra 1943 pri napadu na ameriško formacijo težkih bombnikov, tretjič pa 8. aprila 1944. Na ta dan je Piffer v bližini mesta Salzwedel napadal ameriško formacijo težkih bobmnikov Consolidated B-24 in pri tem sestrelil enega od napadalcev, nato pa je bil njegov Fw 190 A-8 (W. Nr. 170 044) Črni 3 zadet, Piffer pa ranjen in je moral iz padajočega lovca izskočiti s padalom. 1. maja 1944 je bil Piffer povišan v poročnika, hkrati pa je postal Staffelführer 1./JG 1. 
Ponovno je moral zasilno pristati že 13. maja, ko se je v njegovega lovca namerno zaletel ameriški pilot v lovcu Republican P-47 Thunderbolt. Piffer je pri pristanku utrpel le manjše poškodbe, ameriški lovec pa je po trčenju strmoglavil v morje. 16. junija je nad Normandijo Piffer sestrelil dva britanska lovca Supermarine Spitfire, naslednji dan pa so njegovega Fw 190 A-8 (W. Nr. 172 604) Beli 3 v zračnem spopadu nad mestom La Cordonniere v Normandiji sestrelili ameriški lovci. Posmrtno je bil 20. oktobra 1944 odlikovan z Viteškim križem železnega križca.
“Toni” Piffer je v svoji letalski karieri sestrelil 35 sovražnih letal, med katerimi je bilo kar 26 strateških bombnikov, vse zmage pa je dosegel nad zahodnim bojiščem. 

## Odlikovanja
- Železni križec 2. in 1. razreda
- Ehrenpokal der Luftwaffe (24. april 1944)
- Nemški križ v zlatu (29. marec 1944)
- Viteški križ železnega križca (20. oktober 1944)